# Greg X. Volz
Greg X. Volz (født 12. januar 1950 i Peoria, Illinois) er en kristen musiker og sanger. Han er tidligere medlem af gruppen Petra. Han har udgivet albums i eget navn, siden han valgte at stoppe i Petra. Han var dog med til at synge på det sidste live-album, hvor han bl.a. sang duet med John Schlitt.

## Ekstern henvisning
- Greg X. Volz' officielle hjemmeside